# 银湖街道
银湖街道于2013年6月28日挂牌成立，由原高桥镇、受降镇合并而来，为富阳区的第五个街道。街道办事处位于高桥东路28号（原高桥镇政府驻地）。街道区域面积158.3平方公里，常住户籍人口4.8万人。

## 范围
四至范围为：东邻杭州市西湖区，东南临东洲街道，南连富春街道，西南靠春建乡，西北与临安市接壤，北接杭州市余杭区。

## 行政区划
下辖有22个行政村：
上陈村、泗洲村、唐家坞村、沈家坞村、高桥村、郜村、观前村、勤丰村、勤乐村、坑西村、洪庄村、千家村、大地村、新生村、杜墓村和金竺村。